# Anolis fasciatus
Anolis fasciatus (смугастий аноліс) — вид ігуаноподібних ящірок родини анолісових (Dactyloidae). Мешкає в Еквадорі і Колумбії.

## Поширення і екологія
Смугасті аноліси поширені на заході Еквадору та на колумбійському острові Горгона. Вони живуть у вологих і сухих тропічних лісах на рівнинах і в передгір'ях Анд, трапляються на узліссях і галявинах. Зустрічаються на висоті від 500 до 1340 м над рівнем моря.